# 雪白睡莲
雪白睡莲（学名：Nymphaea candida）为睡莲科睡莲属下的一个种。

## 扩展阅读
- 維基物種上的相關：雪白睡莲